# Primer caballerizo

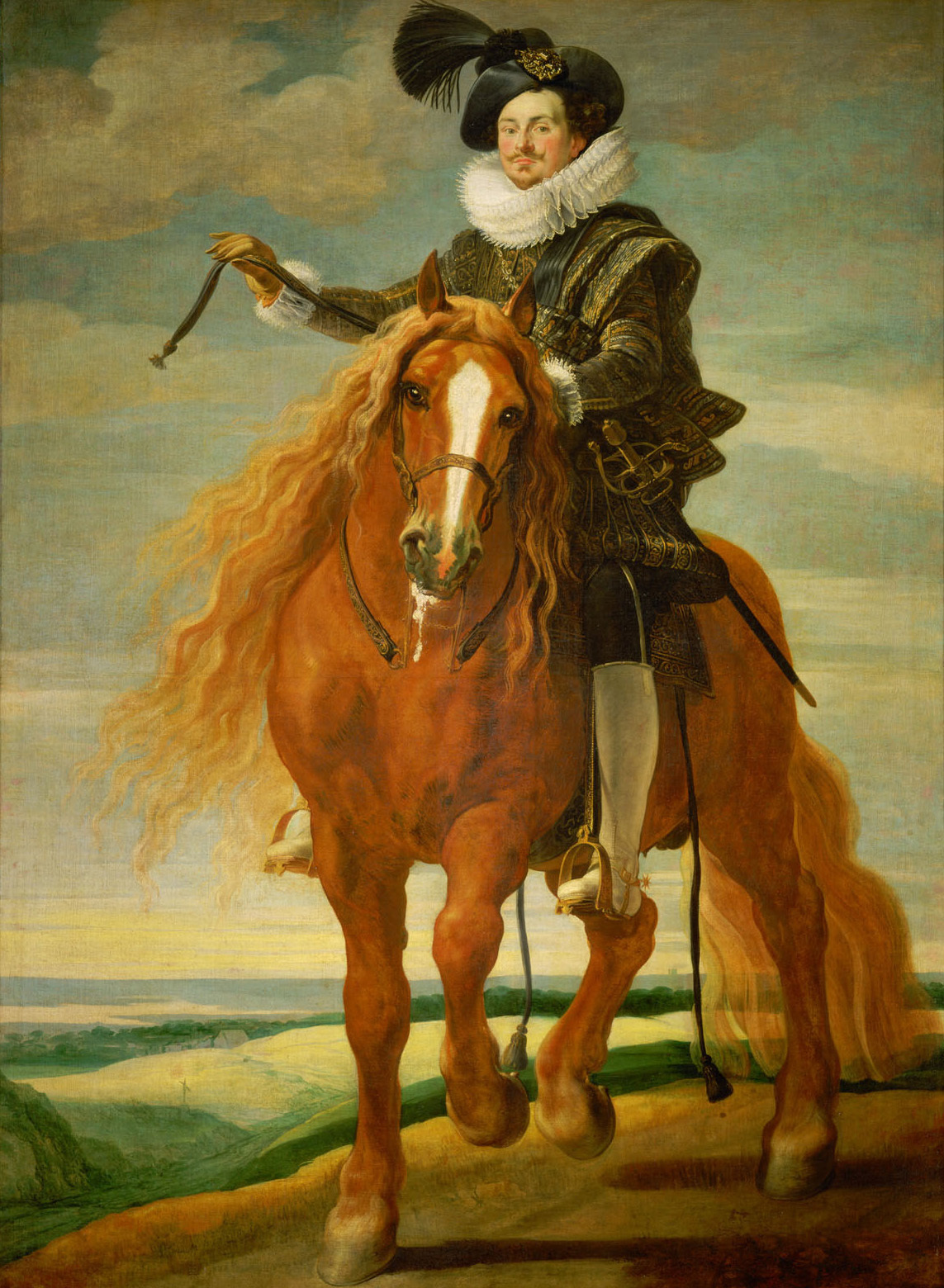
Retrato de Diego Felipe de Guzmán, I marqués de Leganés, primer caballerizo de Felipe IV. (Gaspar de Crayer, 1627-1628)

El primer caballerizo fue un cargo de la corte española, inmediatamente inferior al de caballerizo mayor.

## Historia
Surgió a mediados del siglo XVI, como parte de las caballerizas reales que se encargaban de la gestión de las caballerías al servicio de los reyes de España y su familia.
Desde el principio del reinado de Felipe III al inicio del siglo XVII y durante todo este siglo, el primer caballerizo fue de facto la cabeza la de la caballeriza del rey, ya que el cargo de caballerizo mayor del rey fue ejercido por los sucesivos validos. Por ejemplo, Francisco Gómez de Sandoval, I duque de Lerma y valido de Felipe III, desempeñó este cargo de caballerizo mayor desde 1598, siendo su hermano Juan de sandoval, primer caballerizo.
Posteriormente, Felipe IV nombraría primer caballerizo a Diego Felipe de Guzmán, I marqués de Leganés, primo de su valido el conde-duque de Olivares que era además su caballerizo mayor.
Al menos desde principios del siglo XVII, el cargo de primer caballerizo  fue parte de algunas casas distintas a la del rey, no sólo la de la reina, sino también la de príncipes e infantes. Por ejemplo, Francisco de Eraso Carrillo y Pacheco, I conde de Humanes fue primer caballerizo del cardenal-infante don Fernando, hermano de Felipe IV.

Sobre los primeros caballerizos en época de Felipe IV, escribe López Álvarez:
el primer caballerizo ayudaba al gobierno de la institución y había de ser un personaje cercano al caballerizo mayor, aspectos ambos que habían de redundar en beneficio del real servicio, especialmente en un momento en el que el cargo había experimentado, más que probablemente, un deslustre considerable y cierta falta de proyección cortesana, debido en parte a la ausencia del titular y en parte a la interinidad del que ocupó de facto el oficio.
A mediados del siglo XIX, existían dos primeros caballerizos: uno de la reina Isabel II y otro de su marido, Francisco de Asís de Borbón.
Tras la caída de la monarquía en 1931, el cargo desapareció.

## Descripción

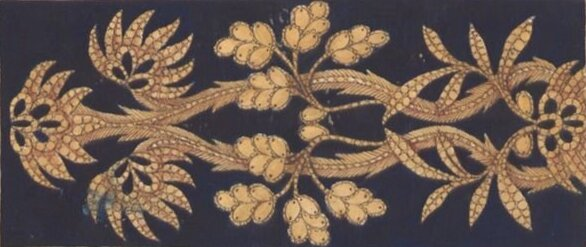
Bordado del uniforme de primer caballerizo (Dibujo de 1760)

Se encontraba directamente a las órdenes del caballerizo mayor del rey (o en su caso, del de la reina si se trataba de las caballerizas de la casa de la reina). El primer caballerizo era uno de los tres cargos de las caballerizas reales que contaba con funciones de gobierno (junto con el veedor y el ayo de la casa de pages).
Entre sus preeminencias se encontraba ejercer las funciones del caballerizo mayor en el servicio al monarca, cuando este último no estaba presente para ejercerlas.

Dentro de la casa del rey de España, formaba parte de la Casa de Borgoña  y no de la de Castilla, hasta la fusión de ambas a mediados del siglo XVIII. En este momento era definido, como:
Hay tambien un Primer Caballerizo, para suplir ausencias y enfermedades del principal superior [el caballerizo mayor], que regularmente lo es un segundo de Casa Grande.